# Хуй войне!
«Хуй войне́!» — матерный пацифистский лозунг, публично использованный впервые группой «Тату» на своих майках 25 февраля 2003 года на шоу Джея Лено (The Tonight Show with Jay Leno) на канале NBC во время исполнения песни «All the Things She Said» из их первого англоязычного альбома 200 km/h in the Wrong Lane.

## Положение вещей перед войной в Ираке
В тот момент США готовились к началу войны в Ираке, и на телевидении США старались не допускать антивоенных высказываний. Перед вторжением в Ирак ряд американских деятелей поп-культуры выражали протест против возможного начала войны. В декабре 2002 года группа киноактёров и представителей шоу-бизнеса объявила о создании «Объединения артистов за победу без войны» (англ. Artists United to Win Without War). Открытое письмо к Джорджу Бушу, призывающее не допустить начала войны, подписали Ким Бейсингер, Хелен Хант, Сьюзан Сарандон, Мэтт Деймон.
На 45-й церемонии вручения музыкальной премии «Грэмми» сопродюсер распорядился отключать микрофоны всем, кто попытается озвучить антивоенные лозунги. Тем не менее, Шерил Кроу вышла с гитарой, на ремне которой была надпись «Нет войне» (англ. No war). В той или иной форме антивоенные высказывания сделали рэпер Эминем, вокалист Limp Bizkit Фред Дёрст, актриса Бонни Райт и другие.

Кадр из телешоу The Tonight Show with Jay Leno

Выступить с антивоенным лозунгом продюсеру группы посоветовал американский промоутер, сославшись на выступление Шерил Кроу. Продюсер группы Иван Шаповалов предложил вместо лозунга «Нет войне» использовать нецензурный русскоязычный вариант. При этом из выступления монтажёрами был вырезан поцелуй. «Мы уверены, что Россия нас поймёт» — сказали девушки. Позднее с той же надписью участницы дуэта выступили на нескольких других телешоу, в том числе 3 марта на телеканале MTV TRL в Нью-Йорке.
На следующий день стал известен перевод фразы, и на телешоу Джимми Киммела «Jimmy Kimmel Live!» канала ABC было запрещено надевать майки с такой надписью. Поэтому участницы вышли в майках с надписью «Censored». Однако Волкова написала фразу маркером на руке телеведущего, эта сцена была показана крупным планом.
В России, в США и ряде других стран стали продаваться майки и другие сувениры с этой надписью.

## Освещение в СМИ
Появление солисток в майках с матерной надписью было освещено российскими и зарубежными СМИ (НТВ, The New York Times, Известия, Газета.ру, NEWSru, «Новая газета», globalrus.ru и другие).
В частности, в газете «Спецназ России» о лозунге упомянул российский публицист и националист Константин Крылов. При этом он критически отозвался о российской эстраде в целом. Российский философ Александр Дугин в газете «Комсомольская правда» отметил, что акция ему «очень понравилась»; по его мнению, «Тату» написали «золотые слова» и «вовремя показали их».
Сайт Грани.ру, осудив отказ ряда музыкальных коллективов участвовать в акциях политической оппозиции, заявил, что российские музыканты следуют политической конъюнктуре; говоря о группе «Тату», сайт отметил: «А для надписи „Х.. антитеррористической операции в Чеченской Республике“, видать, места просто не осталось».
Благожелательный отзыв появился в интернет-журнале Института проблем глобализации российского экономиста и политолога Михаила Делягина. Газета «Советская Россия» отметила: «можно только сожалеть, что теперь Россия покоряет иностранных зрителей не балетом, не выступлением народных коллективов и не классической музыкой, а экстравагантными выходками двух отвязанных девчонок».
Журналист Валерий Панюшкин, посвятивший слогану статью в издании Газета.ру, писал: «Против вьетнамской войны был лозунг „Занимайтесь любовью, а не войной“, а любовь, согласитесь, посильнее чая. За любовь человек готов умереть, а за чай не готов, и за слово „нет“ не готов, и за социальную справедливость не готов. Так что „Хуй ВОЙНЕ!“».

## Дальнейшее использование лозунга
В 2022 году, вскоре после начала нападения России на Украину, российское интернет-издание «Медиазона» запустило подкаст «Хуй войне», автором которого является проживающий в Украине российский журналист Пётр Рузавин, муж украинской журналистки Натальи Гуменюк.
20 мая 2022 года на концерте группы «Кис-кис» на площадке A2 Green Concert в Санкт-Петербурге зрителей скандировали «Хуй войне!» в знак протеста против войны между Россией и Украиной. Видео данного момента было опубликовано в сети Интернет и стало вирусным.

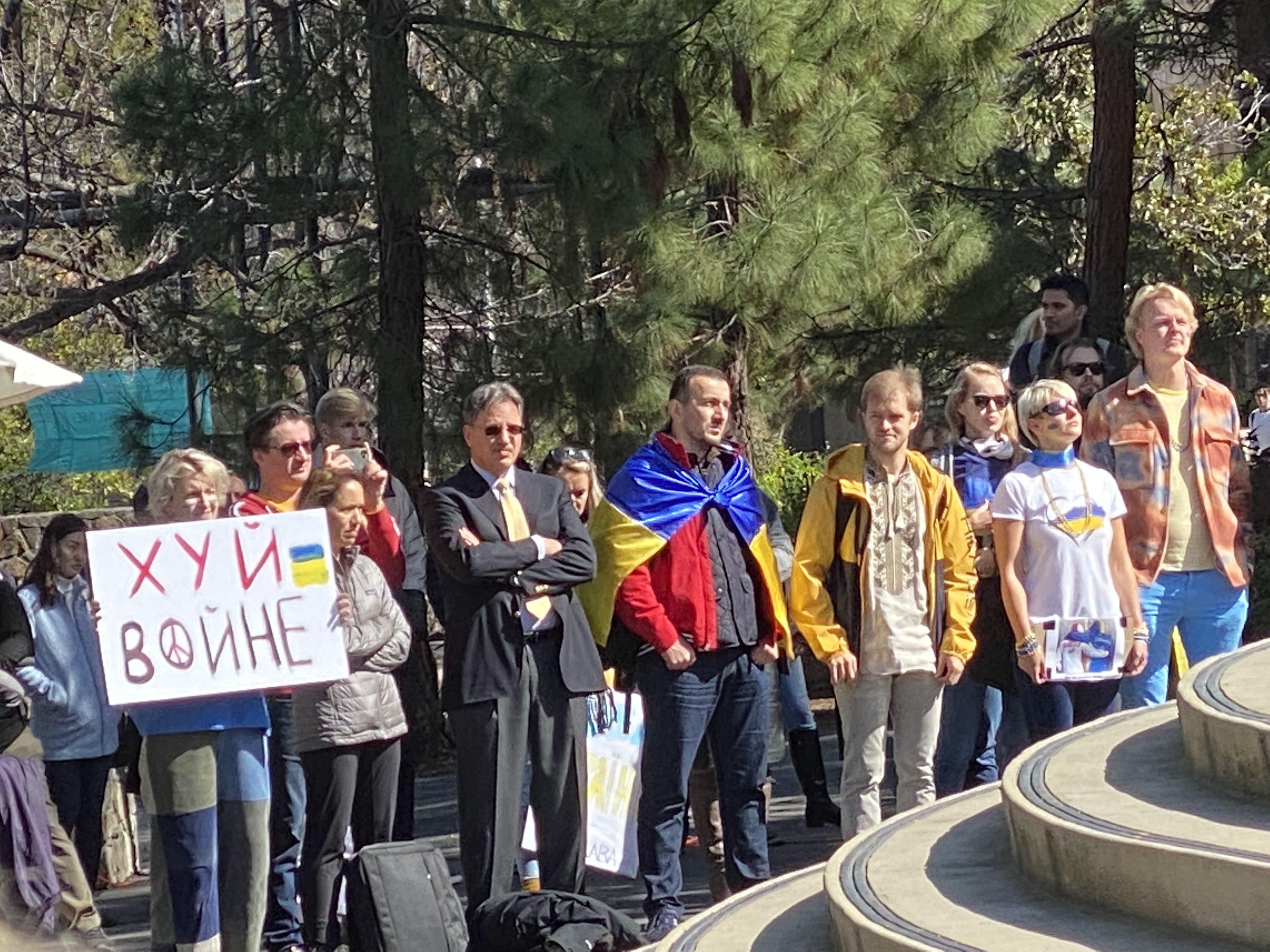
Стэнфордский митинг в поддержку Украины 4 марта 2022 года

В октябре 2022 года в Санкт-Петербурге активистка Регина Мищенко была задержана полицейскими из-за футболки с надписью «Хуй войне» и вскоре в январе 2023 года была оштрафована на 50 тысяч рублей.